# Consett
Consett è una cittadina di 25 812 abitanti della contea di Durham, in Inghilterra, nota anche come il paese natale dell’attore Rowan Atkinson.